# 馬上英実
馬上 英実（もうえ ひでみ、1955年（昭和30年）10月1日 - ）は、日本の実業家。
日本産業パートナーズ社長。モバイル・インターネットキャピタル監査役。日立建機社外取締役。プロテリアル取締役。東芝取締役・取締役会議長。

## 経歴
1979年（昭和54年）4月に日本興業銀行へ入行。1984年（昭和59年）、ペンシルベニア大学ウォートン・スクールを卒業。興銀証券を経て2000年（平成12年）よりみずほ証券の資本市場グループコーポレートファイナンス部長に就任。みずほ証券在籍中の2002年（平成14年）に日本産業パートナーズを設立。
2010年（平成22年）、モバイル・インターネットキャピタル監査役に就任。2022年（令和4年）6月、日立建機社外取締役、同年8月にHCJIホールディングス社長に就任。2023年（令和5年）1月、プロテリアル取締役、同年12月、東芝取締役・取締役会議長に就任。